# A matematika pszichológiája
A matematika pszichológiája a gondolkodáslélektan körébe tartozik, a matematikai gondolkodás folyamatait vizsgálja.
A mai kutatások elsősorban a számok megértésével (numerikus kogníció) foglalkoznak, kisebb részt a geometriai, algebrai és egyéb területekhez kapcsolódó folyamatokkal.

## Témái
A matematikai megismerés pszichológiája számos témával foglalkozik. Néhány példa:
- A matematikai gondolkodás építőkövei, alapvető reprezentációi és a hozzájuk kapcsolódó jelenségek
  - analóg mennyiség rendszer és a hozzá kapcsolódó hatások, például SNARC-hatás, távolsági hatás, mérethatás
  - verbális rendszer
  - arabszám reprezentáció stb.
- Csecsemők numerikus képességei
- Egyszerű aritmetikai műveletek működése, például az összeadás képességének fejlődése
- Állatok numerikus képességei
- A matematikai gondolkodás számítógépes modellezése
- Tárgyak kvantifikációja, például szubitizáció
- A numerikus rendszerek sérülései, például fejlődési diszkalkulia

## Alkalmazott területei
Két fő alkalmazott területe van.
1. A matematikaoktatás segítése. Alapvető feladata a matematikai fejlődés feltárása, a tanulás során mutatkozó főbb problémák kiderítése, a különböző oktatási módszerek értékelése, és új módszerek kidolgozása.
2. A számolási fejlődési zavarok okainak feltárása, a diagnózis segítése és a lehetséges fejlesztési módszerek kidolgozása. A leggyakoribb fejlődési számolási zavar a fejlődési diszkalkulia. Gyakran társul a számolási zavar olyan genetikai rendellenességhez, mint amilyen a Williams-szindróma vagy a Turner-szindróma.

## Kapcsolódó szócikk
- Matematikai szorongás